# Pietro Nelli (poeta)
Pietro Nelli (Siena, 1511 – 1572) è stato un poeta italiano.

## Biografia
Nato a Siena nel 1511, è conosciuto anche come cronista con il nome di Andrea da Bergamo. Fu un poeta satirico del XIV sec. Visse per lungo periodo a Venezia.
La sua opera più importante è  Sonetti et epigrammi, una raccolta di componimenti poetici dove si esalta la vittoria di Lepanto nel 1571.

## Opere
- 1572 - Sonetti et epigrammi
- 1547 - Satire alla Carlona